# Комичи, Эмилио
Эми́лио Коми́чи (итал. Emilio Comici; 21 февраля 1901 года, Триест, Австро-Венгрия — 19 октября 1940 года, Сельва-ди-Валь-Гардена, Италия) — итальянский альпинист, скалолаз и горный гид. Совершил более 200 восхождений по маршрутам высшей категории сложности (на то время) в Доломитовых Альпах. Стал первым итальянский альпинистом, совершившим восхождение по маршруту VI категории по классификации UIAA. Погиб в 1940 году на скалах в Валь-Гардене в результате срыва во время тренировочного восхождения.

## Семья
Эмилио Комичи (полное имя Леонардо Эмилио Комичи) родился 21 февраля 1901 года в семье Регины Картаго и корабельного мастера Антонио Комичи. Помимо Эмилио в семье также подрастало двое детей: брат Гастон и сестра Лючия. В 1922 году Лючия в возрасте 14 лет умерла от опухоли головного мозга.

## Юность
В подростковом возрасте Эмилио был пухлым и болезненным юношей, который медленно взрослел и был склонен к депрессии. В 15 лет он бросил школу и устроился на работу младшим клерком в портовом управлении Magazzini Generali. В 1916 году вступил в Триестское гимнастическое общество, где проводились занятия по гимнастике, легкой атлетике и давались силовые упражнения. Занятия в обществе и упражнения, которые Эмилио делал на работе во время простоя, уже через некоторое время значительно улучшили его физическую форму.
После службы в армии в качестве радиотелеграфиста Эмилио вступил в новую молодёжную организацию в Триесте XXX Ottobre. Одним из направлений деятельности организации был спелеотуризм.  

## Увлечение спелеотуризмом
Члены общества XXX Ottobre по выходным собирались в местечке Карсо, где разбивали лагерь и исследовали пещеры. Однако отсутствие необходимого оборудования, в первую очередь лестниц и веревок, сильно ограничивало круг исследуемых пещер. Достигнув определенного предела, Эмилио в информационном бюллетене общества выступил с инициативой пожертвовать личные средства на покупку недостающего оборудования: стремянок, веревок, крючьев, молотков и т.д. Эта инициатива позволила исследовать пещеры, к которым вели длинные вертикальные спуски. Эмилио регулярно освещал эти экспедиции и вскоре к ним присоединились опытные спелеологи.
Со временем исследование пещер переросло в чисто спортивный интерес попасть подальше и поглубже. Эмилио лелеял мечты поставить рекорды, и в 1924 году ему представился такой шанс. Он стал членом команды, которая должна была поставить новый рекорд глубины в пещере Бус-де-ла-Лум. Текущий рекорд был поставлен в 1902 году Луиджи Марсоном и составлял 450 метров. Команда в течение суток без перерыва спускалась вниз и на месте предполагаемого рекорда Марсона с помощью современного оборудования обнаружила, что глубина составляла 225 метров – всего лишь половину. Спелеологи не были экипированы и морально готовы для дальнейшего продвижения вниз и начали медленный подъем наверх. Как гласит легенда, от разочарования прямо от пещеры Эмилио направился к вершине Симон-дель-Кавалло, где решил посвятить себя скалолазанию. 
Однако окончательное разочарование в спелеологии постигло Эмилио в 1925 году. Он стал членом первой операции по спасению спелеологов, загнанных внезапным ливнем в глубины пещеры Распо. Это спасение было признано одним из самых технически сложных в истории спелеологии, а лидеры этих двух операций получили серебряные медали за гражданскую доблесть. Эмилио обидело, что его вклад в операцию не оценили, и он навсегда покинул спелеологию.  

## Карьера горного гида
В 1924 году Эмилио познакомился с Юлианским альпийским обществом – центром альпинизма в Триесте. Здесь его учителями стали представители полярных школ альпинизма: сторонник «чистого стиля» Джулиус Куги и Альберт Занутти, последователь Ганса Дюльфера. Задачей этого общества было восхождение на недавно освобожденные от австрийского влияния итальянские вершины.
Для того, чтобы оттачивать свои навыки в скалолазании, Эмилио и его друзья основали «Группу скалолазания и катания на лыжах» (сокращенно GARs). Их тренировочным полигоном стала долина Валь Розандра недалеко от границы со Словенией. Из-за наличия постоянной работы в Триесте Эмилио мог тренироваться только по выходным, и вскоре он начал понимать, что прогрессирует значительно медленнее, чем ему хотелось бы. У Комичи впервые появились мысли о том, чтобы бросить работу и переехать в Доломитовые Альпы, чтобы совмещать работу гидом с прохождением новых маршрутов. 
В 1926 году Комичи провел свой первый активный альпинистский сезон. Свои отчеты о восхождениях он предоставлял для публикации журналу Rivista Mensile.
Благодаря этим публикациям и контактам Джулиуса Куги в мире скалолазания известность Эмилио возрастала.
В 1929 году Эмилио Комичи был назначен директором неофициальной скалолазной школы GARs в Валь Розандре. Инструкторы школы, включая самого Эмилио, должны были обучить желающих итальянскому способу лазания. Школа работала только по выходным. Обучение происходило на шести различных станциях, соответствующих определенному уровню сложности. Позже с подачи политического лидера Итальянского альпийского клуба Анджело Манасери школа в Валь Розандре получила звание Национальной школы альпинизма. 
В 1931 году Эмилио Комичи осуществил свою мечту: покинул Триест и уехал в Доломитовые Альпы в город Кортина д’Ампеццо, где сначала зимой работал инструктором по лыжам. 
В 1932 году из-за враждебного отношения местных гидов Эмилио переехал к озеру Мизурина в 15 км от Кортины, где продолжил свою гидскую работу.
В 1934 году Эмилио в должности инструктора пригласили в Горную военную школу в замке Жокто, базу Девятого Альпийского полка. В сотрудничестве с Джузеппе Инауди и Тони Ортелли Эмилио разработал для школы проект искусственной стены для скалолазания, предназначенной для обучения современным навыкам лазания. Внешне она напоминала рельеф горы Монтазио – любимой горы Комичи в Валь Розандре. В стене были размещены зацепы, камины, трещины и другие особенности рельефа, которые помогали отрабатывать маршруты различной сложности. Такой скалодром получил название «роккадромо» или «рокчодромо». Перед скалодромом добавили небольшой амфитеатр, чтобы зрители могли наблюдать за демонстрацией элементов. Также полк поддержал идею Эмилио снять первый документальный фильм о скалолазании. Во время съемок с ним произошел несчастный случай, в результате которого он сильно поранил ногу. 
В настоящее время в замке располагается командование Аостского альпийского военного училища и небольшой музей альпинизма. Для посторонних вход запрещен. 
В 1935 году из-за боли в ноге Комичи практически полностью пропустил альпинистский сезон. Ему пришлось ее прооперировать. После чего он был призван на службу в полк. 
В 1937 году Эмилио Комичи вместе со своей постоянной клиенткой провел два месяца в Египте, где первым из альпинистов совершил восхождения в пустыне. 
Зиму 1938 года Эмилио проработал инструктором по лыжам в Мизурине в школе, которую назвали его именем. Осенью его позвали на работу главным инструктором лыжной школы в Сельва-ди-Валь-Гардену в Южном Тироле. 
В 1939 году Эмилио с подачи министра иностранных дел Италии Гвидо Буффарини-Гвиди получил скромную должность комиссара префектуры Сельва-ди-Гардена. Этот пост Эмилио занимал вплоть до своей трагической смерти 19 октября 1940 года. 

## Альпинистская карьера
Эмилио Комичи считается одним из самых сильных итальянских альпинистов своего времени. В те годы, когда он начал совершать свои первые восхождения, в Альпах доминировали немецкие альпинисты. Им принадлежали прохождения маршрутов высочайшей на тот момент сложности (первый маршрут VI категории сложности по классификации UIAA впервые был пройден немецкими альпинистами в 1925 году). Восхождение Комичи по маршруту аналогичной сложности в 1929 году поставило Италию на один уровень с Германией и вдохновило целое поколение итальянских альпинистов.
Основные достижения Комичи пришлись на Доломитовые Альпы, где он совершил более 200 восхождений, за что получил прозвище «Ангел Доломит». Комичи обладал врождённым талантом, что отмечал знаменитый итальянский альпинист Риккардо Кассин, который в начале своей карьеры обучался у Комичи в его школе и называл того «маэстро». Кассин говорил, что не встречал никого, кто совершал бы восхождения с такой грацией, как Комичи.
Первый успех пришёл к Эмилио Комичи в 1929 году, когда он и Джордано Фабиан открыли новый маршрут на северной башне Сорелла-ди-Меццо около Кортина-д’Ампеццо. На спуске они были застигнуты внезапным штормом, который вынудил их встать на незапланированную ночёвку, но в итоге Эмилио и Джордано не пострадали. Маршрут, пройденный Комичи и Фабианом, стал первым маршрутом VI категории сложности по классификации UIAA, который был пройден итальянцами. Это восхождение сразу же поместило Эмилио Комичи на вершину рейтинга итальянских альпинистов.
Благодаря такому успеху, Эмилио получил широкую известность в Италии как сильный горный инструктор. В 1932 году он оставил Триест и переехал жить к озеру Мизурина в комунне Ауронцо-ди-Кадоре, где открыл свою школу скалолазания. В 1933 году Эмилио Комичи по приглашению Риккардо Кассина приехал в Лекко, чтобы обучить Рикардо и его напарников новейшим техникам скалолазания. Здесь Комичи познакомился с итальянским альпинистом Мари Варале, с которым в этом же году прошёл новый маршрут по Yellow Ridge на вершину Чима-Пикколо в массиве Тре-Чиме-ди-Лаваредо.

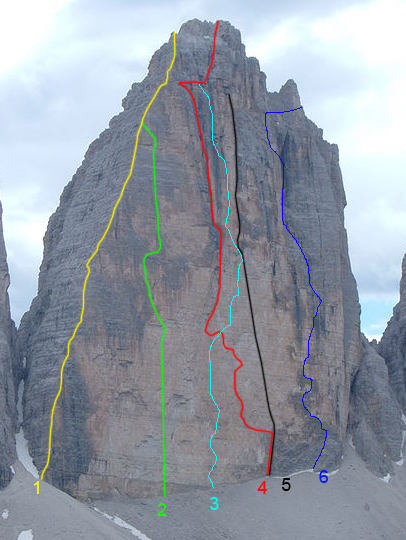
Маршруты по северной стене Чима-Гранде; № 6 — маршрут Комичи-Димаи

Имя Комичи часто ассоциируется с Тре-Чиме-ди-Лаваредо. Её три вершины, которые Комичи окрестил «Индийскими богами», являются центром притяжения для многих альпинистов, посещающих Доломиты. Среди всех маршрутов на Тре-Чиме-ди-Лаваредо особо выделяются маршруты по вертикальной 550-метровой северной стене вершины Чима-Гранде с отрицательным уклоном в нижней части. Первые попытки пройти эту стену предпринимались ещё в начале 1930х годов немцами и итальянцами, но безуспешно. В 1932 году Комичи совместно с Ренато Занутти также предпринял попытку восхождения на Чима-Гранде по северной стене, но им не удалось значительно превзойти достижения предыдущих групп. В 1933 году было предпринято ещё несколько попыток прохождения этой стены, но ни одной группе не удалось достичь вершины.
13 августа 1933 года Эмилио Комичи снова вернулся на этот маршрут вместе итальянскими альпинистами, братьями Джузеппе и Анжело Димаи. Прохождение маршрута заняло 2 дня, но в итоге их попытка завершилась удачно. Пройденный Эмилио и братьями Димаи маршрут на тот момент стал одним из наиболее сложнейших пройденных в Альпах. Однако, Комичи и Димаи подверглись критике мировым сообществом альпинистов, в особенности старожилами, за то, что во время восхождения они использовали большое количество снаряжения (Комичи и Димаи использовали 90 крюков и 50 карабинов). Редактор Альпийского журнала даже сравнил их с «трубочистами, занимающихся чисткой заводских труб». Несмотря на критику, это восхождение в частности и стиль восхождений, которого придерживался Комичи в целом, получили широкое признание среди молодых итальянских альпинистов. В настоящее время маршрут имеет категорию сложности TD+ по классификации IFAS.
Комичи повторил своё восхождение спустя 4 года, 2 сентября 1937 года, в одиночку, и с использованием гораздо меньшего количества снаряжения. На этот раз восхождение заняло у него всего 3,5 часа, и стало первым одиночным восхождением по этому маршруту. После восхождения Комичи сказал: «Я знал, что восхождение на большую стену в одиночку — это самое опасное, что мы только можем сделать… Но проживание такого момента настолько вдохновляет, что это стоит риска».

## Новшества в альпинизме
В ходе своей карьеры Эмилио пришел к открытию эстетического идеала direttissima, который стал неотделим от его принципов. Традиционный поиск маршрута включал в себя передвижение взад и вперед по скале, чтобы обнаружить и соединить вместе трещины или наилучшую серию опор для рук. Поколения альпинистов гордились тем, что избегали опасных или чрезмерно трудных участков горы, чтобы «найти маршрут» или «решить проблему» для достижения заданной цели. Альпинист direttissima позволил гравитации определять линию от основания подъема и принимал траверсы только как необходимые компромиссы. Эмилио считал, что идеальный маршрут подобен падающей капле воды и, в отличие от своих предшественников, радикально отошел от доктрины о том, чтобы никогда не взбираться наверх там, где ты не можешь спуститься вниз.
Нововведения Комичи носили также практический характер:
- Он изобрел так называемые staffe (итл.) или etriers (фран.). Он связал три петли в стропе, чтобы сформировать перекладины и сделать миниатюрную версию проволочных лестниц.
- Он обнаружил, что две веревки предпочтительнее для вспомогательного лазания, потому что лидер может повиснуть на одной веревке, прикрепить свободную веревку к крюку выше и подтянуться наверх. Большинство альпинистов обвязывали веревку вокруг груди, но Эмилио обнаружил, что обвязка на талии дает ему больше рычагов и на несколько сантиметров больше досягаемости. Лазание по двум веревкам одновременно было техникой, используемой для повышения безопасности и позволяющей лидеру уменьшить сопротивление веревки.
- Эмилио провел обширное, почти абсурдистское исследование внешних пределов использования крюка. Преднамеренное использование крюков, которые поддерживали бы только вес тела, а не большую нагрузку падающего альпиниста, было неизвестно. Эмилио сам научился размещать крючки, которые выдерживали бы не больше веса его тела, в крошечных карманах и трещинах. Он перемежал цепочки из этих сомнительных крючков более прочными «базовыми» крючками, чтобы поймать его, если он вырвет более слабые. Для этого потребовался обширный арсенал крюков, карабинов и строп, и Эмилио взял на буксир тонкую леску, чтобы при необходимости вытащить из страховщика еще несколько крючьев. Дополнительная веревка также позволяла ему поднять рюкзак второго альпиниста, чтобы облегчить вторую, чтобы подняться. На вспомогательных участках второй не использовал прусик и не изобретенные механические подъемники, а усиленно шел на питоне к питону, как к лидеру.
- Эмилио также опроверг распространенное в свое время утверждение о том, что лидер не должен падать. Он практиковал лидерские падения, чтобы найти идеальную стойку для уменьшения удара.

Свои основные приемы скалолазания он задокументировал с помощью серии показательных фотографий и первого в истории короткометражного документального фильма о скалолазании. 

## Высказывания о горах
- Каждая башенка – это маленький Бог, а вершина – Юпитер.
- Духовность – это то, что в первую очередь влечет нас к горам, и техника только совершенствуется благодаря этой высокой цели.
- Гора – прекрасная богиня, которая иногда берет свою жертву, и мы не должны отчаиваться. Когда гора хочет свою жертву, когда нас покидает возлюбленный, когда дорогой брат исчезает из нашей альпийской семьи, слезы не текут из наших глаз, чтобы облегчить горечь: боль сжимает грудь. После первого мгновения мучительного оцепенения, которое сжимает горло и лишает нас речи, нами овладевает бунт, но против кого? На фоне горы? Нет, мы слишком почитаем это! Возможно, это против неблагоприятной судьбы. Но судьба? Завтра настанет наша очередь. Какое нам дело? Именно из-за неизбежности нашей смерти мы бросаем вызов судьбе. Нам не нужно бросать восхождение или падать духом. Мы хотим быть достойными нашего павшего партнера, и, подобно ему, безмятежно смотреть всему в лицо.
- Я априори признаю, что одиночное лазание по труднодоступным стенам – самое опасное из возможных.

## Причина смерти
Жизнь Эмилио Комичи трагически оборвалась 19 октября 1940 года. В этот день Эмилио присутствовал на званом обеде в доме деревенского врача Фиссоре. Помимо него на обед были приглашены его друг и хозяин арендуемой квартиры Томазо Джорджи, альпинист из Триеста Джанни Мохор и местная девушка Лина. После обеда Эмилио, согласившись на уговоры компании, отправился на скальную стену. Доктор и Мохор начали лазить по стене, в то время как Эмилио развлекал их спутницу пением песен. Лина умоляла Комичи, чтобы он совершил с ней восхождение. После длительных уговоров Эмилио сдался и связал веревку из нескольких строп и обрезок веревок, которые смог найти в рюкзаке своего друга. Эмилио и Лина собирались уже спускаться вниз после восхождения, когда Мохор попросил Комичи подсказать ему направление движения по его маршруту. Эмилио уперся ногами в стену и свесился с веревки, чтобы дать подсказку товарищу. В этот момент веревка оборвалась и Комичи, пролетев 30 метров вниз, ударился о землю, сильно ударив голову о камень. Смерть наступила практически мгновенно. 

## Память об Эмилио Комичи
После смерти альпиниста в его честь были переименованы:
- Хижина Зигмонди;
- Школа скалолазания в Валь Розандре;
- Вершина Саламе дель Сассолунго. За восхождение на нее Итальянский альпинистский клуб посмертно наградил Комичи золотой медалью.

В Триесте в его честь назвали улицу.
В 1942 году вышла книга сочинений Эмилио и его друзей «Героический альпинизм».
Северный склон Чима Гранде и Спиголо-Джалло стали популярными классическими маршрутами.